# Прощай, Гульсары!
«Проща́й, Гульсары́!» — повесть 1966 года киргизского (советского) писателя Чингиза Айтматова о нелёгкой судьбе киргизского крестьянина Танабая и история жизни его коня, буланого иноходца Гульсары. В повести создан мощный эпический фон, ставший еще одной важной приметой творчества Чингиза Айтматова, использовались мотивы и сюжеты киргизского эпоса Карагул и Коджоджан.
Впервые опубликована в журнале «Новый мир» в третьем номере за 1966 год.

## Экранизация
- 1968 — Бег иноходца (по первой части повести; реж. Сергей Урусевский), «Мосфильм». В главной роли — казахский актёр Нурмухан Жантурин.
- 2008 — «Прощай, Гульсары!» (реж. Ардак Амиркулов), «Казахфильм». В главной роли — киргизский актёр Догдурбек Кыдыралиев.

## Влияние на культуру
У российской рок-группы Обе-Рек в альбоме «Сердце» имеется песня «Прощай, Гульсары!».